# Palizada (Campeche)
Palizada es una localidad del estado mexicano de Campeche, cabecera del municipio de Palizada; está localizada al suroeste del estado, en la región de los ríos, cercana a la Laguna de Términos. Cuenta con una extensión territorial de 2071 kilómetros cuadrados.
Palizada fue nombrado "Pueblo Mágico" el 24 de febrero de 2011.

## Toponimia
Palizada debe su nombre a la gran cantidad de madera tintórea llamada palo de Campeche, palo de Brasil o palo de tinte. Su fundación fue el 18 de mayo de 1772 bajo el nombre de San Joaquín de la Palizada.

## Escudo
En la parte interior tiene dos cerros que representan al lugar donde existían estos, llamado el Playón, que desaparecieron en el terremoto de 1818 provocado por el volcán Santa María (localizada en la República de Guatemala) y que dio lugar al actual cauce del río Palizada. Asimismo, se observan dos palmeras que reflejan abundancia de esta especie en los cerros. Se aprecia también un río que representa un cauce que pasaba anteriormente al pie de los cerros.

## Historia
La zona donde hoy se encuentra Palizada estuvo habitada por grupos indígenas de origen náhuatl y chontal, que pertenecían al cacicazgo de Acalán Tixchel, por el contrario del resto del estado de Campeche donde se desarrolló la cultura maya. La zona fue también una de las primeras en ser exploradas por los españoles, que descubrieron la Laguna de Términos y los cercanos ríos Grijalva y Usumacinta. 
Sería en 1668 cuando comenzaron a llegar los primeros inmigrantes. Pronto se convirtió en el principal centro de explotación de maderas preciosas de las selvas que la circundaban y que por las corrientes fluviales eran transportadas hasta ser embarcadas en Ciudad del Carmen.
Tras la independencia, y al establecerse la república federal, la Isla del Carmen y sus alrededores, en los que se encontraba incluida Palizada, fueron parte del estado de Yucatán, sin embargo la falta de definición concreta de las fronteras causaron conflictos con Tabasco; de la misma manera, al establecerse el efímero territorio federal de Isla del Carmen, a mediados del siglo XIX, Palizada formó parte de él; y, desde 1857, al crearse el nuevo estado de Campeche quedó definitivamente integrada a este estado. El 21 de mayo de 1850 le fue otorgada el título de villa; el 1 de enero de 1916 fue constituido el municipio de Palizada; y, finalmente, el 16 de agosto de 1959 fue elevada al rango de ciudad por decreto del gobernador de Campeche, Alberto Trueba Urbina.

## Sitios de interés
Palizada es un pintoresco pueblo con casas de techos de tejas de origen francés, situado a orillas del río Palizada. El atractivo de su arquitectura civil, en conjunto con el atractivo natural que representan el río Palizada y sus alrededores, hacen de Palizada un sitio con potencial para el desarrollo del turismo. Alrededor de esta región se encuentran pequeñas lagunas.

### Arquitectura civil
Centro Histórico de Palizada. Muestra el esplendor y riqueza cultural que existía en la región, sus casas pintorescas están hechas con mampostería y techos de teja francés, las cuales fueron producto de intercambio durante el auge de la explotación del palo de tinte; cuentan además con hermosos ventanales y puertas características   de  la época colonial.
El Palacio Municipal. Está constituido por dos plantas de mampostería, un pequeño atrio enmarcado por medianas columnas y rematado por una serie de arcos de medio punto, está techado con la característica teja francesa, su fachada es  sobria. Desde 1858, ha albergado al Ayuntamiento de Palizada.
Casa del Río. Se localiza frente al antiguo malecón, al otro lado del río Palizada, fue construida por el Dr. Enrique Cuevas. La edificación es de estilo francés y de singular belleza, es muy diferente al estilo arquitectónico de la ciudad, posee características renacentistas  y  neoclásicas. Cuenta con dos plantas, en la primera existen tres habitaciones, una cocina de tipo francés, un baño y el zaguán; en la segunda se pueden observar dos habitaciones, una sala, otro baño y un balcón. Al igual que las demás casas típicas paliceñas está techado con teja francesa, en las cuales aún es legible la palabra Marsella, considerado como lugar de origen de estas.
Monumento a la Madre. Inaugurado el 10 de mayo de 1931. Se localiza en la Plaza Pablo García y Montilla, frente al Palacio Municipal. La obra fue hecha por los hermanos Calderón originarios de Mérida, Yucatán.
Estatua de la Libertad. Inaugurado el 15 de agosto de 1949. Se localiza en el parque del mismo nombre, es un importante monumento motivado por el nombramiento de Palizada Patriótica y Liberal. Recibido el 12 de febrero de 1868, logrado gracias a los servicios prestados a la causa naciónal contra el imperialismo.

### Arquitectura religiosa
Parroquia de San Joaquín. Su construcción data de 1773, es de una sola nave, cuenta con una torre y un campanario con escalera de caracol; también tiene una ventana coral y un reloj en el remate de su fachada; está dedicada al santo patrono de los paliceños, San Joaquín, el cual se encuentra en el altar mayor, en el interior se hallan dos columnas que sirven de soporte al espacio destinado antiguamente. 
Capilla del Señor de Tila. Esta se localiza en la ribera del río, fue construida con la aportación del pueblo paliceño, bajo la supervisión del obispo Joaquín Cerna y Cerna, edificando una ermita que el presbítero José Dolores Muñoz Olmos terminaría de construir; en su interior se halla la imagen  del Cristo de Tila y de diversos santos, que los devotos han donado en agradecimiento por los milagros recibidos.

### Sitios arqueológicos
El Cuyo. Se  localiza aproximadamente a 1 km del poblado, se  llega al  sitio por  la carretera Palizada - Santa Isabel. Constituye el mayor asentamiento en Palizada de los mayas chontales, perteneció a la región de Acalán, que significa en náhuatl “Lugar de Canoas”. Su forma constructiva es similar a la de un montículo de  tierra natural. Los mayas colocaban palos de tinte en forma circular, posteriormente el espacio era  rellenado de tierra y, finalmente, era  revestido con ladrillos cocidos, para evitar la erosión. Estos cuyos eran realizados en las áreas bajas de la región con el fin de proteger a sus dioses de las inundaciones, funcionaban también como adoratorios, centros ceremoniales, observatorios astronómicos y como puntos de comunicación entre las comarcas ribereñas del río Palizada. Existen actualmente registrados otros montículos como los de Paraíso, San Salvador, Maríche y Ocotlán.

### Atractivos naturales
Río Palizada. Este es un brazo del río Usumacinta, tiene una extensión de 120 km y desemboca en la Laguna de Términos. El río Palizada ha sido, desde finales del siglo XVII, un importante enclave comercial, ya que a través de su cauce era transportado el palo de tinte o de Campeche, también llamado palo de Brasil, que era explotado por los europeos durante esa época.
En el pueden realizarse actividades ecoturísticas, tales como la observación de aves y manatíes, navegación en kayak, pesca deportiva, natación, etc. El río Palizada desemboca en la Laguna de Términos, declarada como área protegida en 1994, la cual constituye la mayor reserva estuarina de la República Mexicana, comprendiendo 705,016 hectáreas.
En Palizada existen otros espacios recreativos tales como el parque Juárez, el Parque de La Libertad, el malecón y El Playón, que es una pequeña playa natural formada por el río Palizada y el río Viejo.

## Hermanamientos
- Martí, Cuba (1998).[7]
- Ciudad del Carmen, México (2010).[8]
- Calkiní, México (2012).[9]
- La Libertad, Guatemala (2014).[10]
- Flores, Guatemala (2014).[10]
- Las Cruces, Guatemala (2014).[10]